# Walther von Wartburg
Walther von Wartburg (Riedholz, 18 maggio 1888 – Basilea, 15 agosto 1971) è stato un linguista, filologo e lessicografo svizzero.
La sua opera più importante è il Französisches Etymologisches Wörterbuch (FEW), opera di "linguistica totale del lessico", secondo una definizione di Jean-Pierre Chambon.

## Biografia
Dopo gli studi a Berna, Zurigo, Firenze e Parigi (La Sorbonne), nel 1918 presentò la sua tesi di dottorato Zur Benennung des Schafes in den romanischen Sprachen ("I nomi degli ovini nelle lingue romanze"). Nel 1921 diventò Privatdozent (libero docente) a Berna. Dopo un periodo a Losanna e poi in Germania, a Lipsia (1929 - 1939, da cui tornò in Svizzera per lo scoppio della guerra), dal 1940 al 1959 fu professore di Linguistica francese (Französische Philologie) all'Università di Basilea.
Il suo capolavoro è il dizionario etimologico della lingua e dei dialetti galloromanzi (francesi e occitanici), il Französisches Etymologisches Wörterbuch
Von Wartburg fu laureato honoris causa delle Università di Losanna e di Leeds; ricevé anche l'Ordine tedesco al merito per le scienze e le arti.